# Schwammhafte
Die Schwammhafte (Sisyridae) sind eine Familie der Netzflügler (Neuroptera). Sie kommen weltweit mit etwa 60 Arten vor, in Europa sind fünf Arten in einer Gattung heimisch, von denen vier auch in Mitteleuropa vorkommen.

## Merkmale
Schwammhafte erreichen eine Vorderflügellänge von 4 bis 10 Millimetern. Ihre Flügel sind grau oder braun gefärbt und haben außer im Costalfeld nur sehr wenige Queradern. Sie sehen einigen Arten der Taghafte (Hemerobiidae) ähnlich.
Die Larven haben lange Fühler und fadenförmige Mundwerkzeuge, die biegsam sind. Im zweiten und dritten Stadium kann man sieben paarige, beinartige Tracheenkiemen auf der Unterseite des Hinterleibs erkennen. Diese unterscheiden sie von den ähnlichen Larven der Gattung Osmylus der Bachhafte (Osmylidae).

## Lebensweise
Die Tiere sind überwiegend nacht- und dämmerungsaktiv. Sie ernähren sich sowohl von lebenden wie toten Insekten, als auch von Pollen und Honigtau.

## Entwicklung
Die Weibchen legen ihre Eier einzeln oder in kleinen Gruppen an Pflanzen ab, die über stehende oder langsam fließende Gewässer hinausragen. Die Eier werden dabei mit einem feinen Gespinst überzogen. Sie lassen sich nach dem Schlupf ins Wasser fallen und entwickeln sich dort aquatisch. Sie parasitieren dort Süßwasserschwämme der Familie Spongillidae und Süßwassermoostierchen (Phylactolaemata). Sie saugen mit ihren langen Mundwerkzeugen Saft aus dem Gewebe ihrer Wirte. Sie können ihre langen Fühler auch zur Fortbewegung verwenden. Nach einigen Wochen bis einem Jahr sind sie voll entwickelt. Sie verpuppen sich an Land an geschützten Plätzen, wie z. B. unter Steinen oder an Rinde in einem Kokon. In Europa überwintern sie auch in diesem, die Larve verpuppt sich darin aber erst im Frühjahr.

## Systematik (Europa)
- Sisyra bureschi Rausch & Weissmair, 2007 – Bureschs Schwammhaft
- Sisyra dalii McLachlan, 1866 – Dales Schwammhaft
- Sisyra iridipennis Costa, 1884
- Sisyra jutlandica Esben-Petersen, 1915 – Jütischer Schwammhaft
- Sisyra nigra (Retzius, 1783) – Schwärzlicher Schwammhaft
- Sisyra terminalis Curtis, 1854 – Gelbfühleriger Schwammhaft